# Bernardo Cazzaro
Savino Bernardo Maria Cazzaro Bertollo, O.S.M. (Abbazia Pisani, Villa del Conte, 28 de noviembre de 1924-Monte Bérico, Vicenza, 13 de agosto de 2017) fue un obispo católico ítalochileno, vicario apostólico de Aysén y arzobispo emérito de Puerto Montt (Chile).

## Formación
Religioso de la Orden de los Siervos de María (Servitas), pronunció sus votos simples el 15 de agosto de 1942 y sus votos solemnes el 22 de septiembre de 1946, en Roma, y fue ordenado sacerdote el 16 de abril de 1949, en la Basílica de San Juan de Letrán, de la misma ciudad.
Cazzaro estudió Teología en la Pontificia Facultad Teológica Marianum en Roma, y Filosofía y Letras en la Universidad Católica de Milán.

## Vicario apostólico de Aysén
El papa Pablo VI lo eligió obispo titular de Pirgo y vicario apostólico de Aysén, Chile, el 10 de diciembre de 1963. Fue consagrado obispo el 13 de febrero de 1964 en el Santuario de la Virgen de Monte Bérico, Vicenza, Italia, por el cardenal Gregorio Pedro XV Agagianian. Tomó posesión del Vicariato el 12 de abril de 1964. Participó en las Sesiones III y IV del Concilio Vaticano II.
Recibió la nacionalidad chilena el 2 de julio de 1970.
Durante el ejercicio de su cargo se inauguró la catedral de Coyhaique en 1970 y se instituyeron las parroquias Stella Maris en Puerto Aguirre en 1966, San José Obrero en Cochrane en 1971, y Nuestra Señora del Trabajo en Puerto Cisnes en 1973. Además, fundó Radio Aysén en 1971 y Radio Santa María en 1979, tras una primera experiencia con Radio Coyhaique. En 1987 se creó un pre-seminario.
Monseñor Cazzaro integró la Congregación para la Evangelización de los Pueblos en Roma entre 1979 y 1989.

## Arzobispo de Puerto Montt
El papa Juan Pablo II lo promovió como tercer arzobispo de Puerto Montt el 8 de febrero de 1988. Tomó posesión del arzobispado el 10 de abril de 1988, ejerciendo el cargo hasta su retiro el 27 de febrero de 2001. Su lema episcopal fue Respice Stellam, que significa "Mira a la estrella", en alusión a la Virgen María.
Durante su periodo se estableció a petición suya el Monasterio Santa María Madre del Monte Carmelo, y fundó dos emisoras de radio, entre ellas Radio Nueva Belén FM. Fue nombrado Hijo Ilustre de Puerto Montt en 2001.

## Retiro
Tras su retiro, Cazzaro retornó a Italia, donde vivió en la comunidad de los Siervos de María en Monte Bérico. Fue nombrado como uno de los exorcistas de la diócesis de Vicenza, recibiendo cada año entre 200 a 300 solicitudes.
Falleció el 13 de agosto de 2017 en el hospital de Vicenza.